# Coudray-au-Perche
Coudray-au-Perche – miejscowość i gmina we Francji, w Regionie Centralnym, w departamencie Eure-et-Loir.
Według danych na rok 1990 gminę zamieszkiwało 276 osób, a gęstość zaludnienia wynosiła 19 osób/km² (wśród 1842 gmin Regionu Centralnego Coudray-au-Perche plasuje się na 865. miejscu pod względem liczby ludności, natomiast pod względem powierzchni na miejscu 903.).